# Rudolf-Alexander-Schröder-Stiftung
Die Rudolf-Alexander-Schröder-Stiftung ist nach dem Ehrenbürger Bremens, dem Dichter, Übersetzer, Architekten und Innenarchitekten  Rudolf Alexander Schröder (1878–1962) benannt. 
Laut Satzung nimmt sie zwei Aufgaben wahr: 
- Sie vergibt seit 1962 jährlich den Bremer Literaturpreis, der seit 1977 durch den mit 6.000 Euro dotierten und von der Öffentlichen Versicherung Bremen (ÖVB) finanzierten Förderpreis ergänzt wird.
- Die Stiftung fördert zudem im zeitlichen Zusammenhang mit der Preisverleihung ein Programm literarischer Veranstaltungen in Bremen, das sich seit 1976 als jeweils thematisch[1][2][3][4] angelegte Literarische Woche Bremen[5] einen Namen gemacht hat.[6]

Die Stiftung hat nicht die Aufgabe der Werkpflege; der literarische Nachlass Schröders befindet sich im Deutschen Literaturarchiv Marbach.

## Bremer Literaturpreis
Der Bremer Literaturpreis wurde von 1954 bis 1959 auf Vorschlag der Jury vom Senat der Freien Hansestadt Bremen vergeben, bis 1959 die Jury durch die Weigerung des Senats, Günter Grass für Die Blechtrommel mit dem Preis auszuzeichnen, düpiert wurde und großteils zurücktrat. 
Seit der durch den Senat erfolgten Gründung der unabhängigen Rudolf-Alexander-Schröder-Stiftung im Jahr 1962 verleiht diese den Bremer Literaturpreis. Er ist zurzeit mit 25.000 Euro dotiert. Seit 1977 wird der Literaturpreis durch einen Förderpreis ergänzt, dessen Finanzierung in Höhe von 6.000 Euro seit 2005 von der ÖVB übernommen wird. Beide Preise werden alljährlich am 26. Januar, dem Geburtstag Rudolf Alexander Schröders, im Bremer Rathaus verliehen.

## Stiftungsorgane
Die Stiftungsorgane sind der Vorstand, der vom Senat berufen wird, und zwei Kollegien für die beiden von der Stiftung wahrgenommenen Aufgaben. Das Kollegium des Bremer Literaturpreises besteht aus dem Vorstand und vier weiteren, vom Vorstand berufenen Mitgliedern sowie den Preisträgern des Vorjahres. Das Kollegium der Literarischen Woche Bremen wird von der Geschäftsführung der Stiftung benannt.